# Leucania repicta
Leucania repicta är en fjärilsart som beskrevs av Krüger. Leucania repicta ingår i släktet Leucania och familjen nattflyn. Inga underarter finns listade i Catalogue of Life.